# استوارت نوزت
استوارت دیوید نوزت (به انگلیسی: Stewart David Nozette) ‏
(متولد ۱۹۵۷)، یک دانشمند آمریکایی است که قصد داشت اطلاعات محرمانه نظامی ایالات متحده آمریکا را به اسرائیل بفروشد که توسط اف‌بی‌آی دستگیر شد.
آقای نوزت از سال ۱۹۸۹ تا ۱۹۹۰ در کاخ سفید در شورای ملی فضا کار می‌کرد. او در بخشی کار می‌کرد که گفته می‌شود در ماه، موفق به کشف آب شده‌است.
او همچنین ده سال در آزمایشگاه ملی لورنس لیورمور وزارت دفاع کار کرده و در آن بخش بر روی قطعات پیشرفته تکنولوژیکی کار کرده‌است.
آقای نوزت در سال ۲۰۰۰، شرکتی بنیان نهاد که برای دولت آمریکا از جمله پنتاگون و ناسا قطعات پیشرفته تولید می‌کرد.
فعالیت‌های این دانشمند آمریکایی طی سال‌های ۱۹۸۹ تا ۲۰۰۶، برچسب «کاملاً محرمانه» داشت و او به‌طور مرتب در این مدت به اسناد محرمانه و طبقه‌بندی شده مربوط به دفاع ملی آمریکا دسترسی داشته‌است.